# Ulrich Boom
Ulrich Boom, né le 25 septembre 1947 à Ahaus (Rhénanie-du-Nord-Westphalie, Allemagne), est un prélat catholique allemand, évêque auxiliaire de Wurtzbourg de 2008 à 2024.

## Biographie

### Formation
Ulrich Boom va, de 1954 à 1958, à l'école primaire catholique de Alstatte puis au Gymnasium Alexandre-Hegius d'Ahaus jusqu'en 1964. De 1964 à 1967, il suit une formation de dessinateur en architecture à Gronau et exerce ensuite ce métier jusqu'en 1968.
En 1972, il étudie la théologie et la philosophie catholique à l'Université de Münster, à l'Université de Munich — où il étudie également l'Histoire de l'art chrétien — et à l'Université de Wurtzbourg. Enfin, en 1980, il entre au séminaire à Würzburg.

### Prêtrise
Le 27 juillet 1983, il est ordonné diacre par Mgr Paul-Werner Scheele puis, il est ordonné prêtre le 25 février 1984, toujours par Mgr Scheele, en la cathédrale Saint-Kilian de Wurtzbourg. Le 1er janvier 1987, il est nommé premier administrateur de la paroisse de Saint-Pierre et Saint-Paul de Schweinfurt, et, le 1er septembre de la même année, il devient pasteur de Frammersbach. De 1990 à 2000, il exerce également la charge de doyen de  Lohr am Main, tout en étant, de 1992 à 2000, un membre du Conseil diocésain de la pastorale. En 1993, il supervise la paroisse de Frammersbach et, en 1998, celle de Partenstein. Depuis 1996, il fait partie du comité de gestion de la « Deutscher Katecheten-Verein » (« Association des catéchistes allemands ») et en est vice-président depuis 2003.
En 2000, il devient curé de Miltenberg et devient, le 10 janvier 2006, administrateur de la paroisse de Bürgstadt.

### Épiscopat
Le 6 décembre 2008, il est nommé évêque titulaire de Sullectum (de) et évêque auxiliaire de Wurtzbourg par le pape Benoît XVI. Il est alors consacré évêque le 25 janvier 2009 par Mgr Friedhelm Hofmann, assisté de Mgrs Paul-Werner Scheele et Helmut Bauer (de), 
en la cathédrale Saint-Kilian de Wurtzbourg.
Au sein de la Conférence épiscopale allemande, il est membre de l'Assemblée générale ainsi que de la commission pastorale et liturgique. Depuis 2009, il est également président de l'Association des chansons œcuméniques catholiques.
Le 25 mars 2024, le pape François accepte sa démission pour raison d'âge.